# Andrew Horatio Reeder
Andrew Horatio Reeder, född 12 juli 1807 i Easton, Pennsylvania, död 5 juli 1864 i Easton, Pennsylvania, var en amerikansk demokratisk politiker. Han var Kansasterritoriets guvernör 1854–1855.
Reeder tillträdde 1854 som Kansasterritoriets första guvernör. Det pågick en konflikt om slaveriet i territoriet och Reeders linje var att invånarna skulle själva få bestämma om saken. År 1855 avskedades Reeder av president Franklin Pierce och året därpå flydde han territoriet utklädd till skogshuggare.
Reeder avled 1864 och gravsattes på Easton Cemetery i Easton i Pennsylvania.